# Epidendrum compressum
Epidendrum compressum là một loài lan trong chi Epidendrum.
Eduard Friedrich Poeppig & Stephan Endlicher đã xuất bản mô tả loài lan này lần đầu vào năm 1836, và gọi nó là Epidendrum laxum. Tuy nhiên do tên này đã được sử dụng bởi Olof Swartz vào năm 1788 để mô tả một loài lan rất khasc, nay có tên là Pleurothallis laxa, Epidendrum laxum Poepp. & Endl. (1836) trở thành một nomen illegitimum. Dưới tên không hợp pháp này mà Reichenbach vào năm 1861, đã phân loại E. compressum trong phần Polycladia của ông of Lindley's subgenus Amphiglotium of the genus Epidendrum.
Năm 1864, August Grisebach đã xuất bản mô tả loài Epidendrum compressum, nay được chấp nhận bởi Kew.

## Hình ảnh

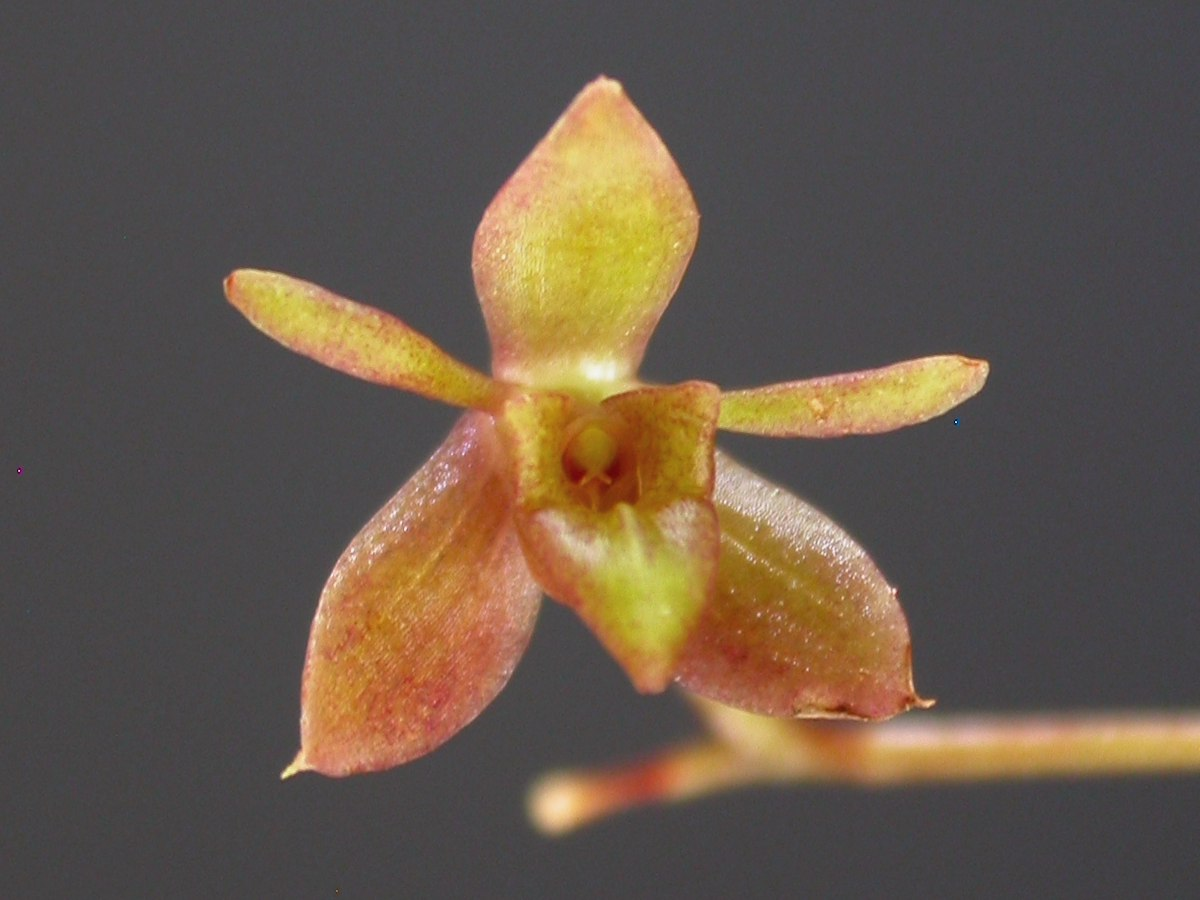
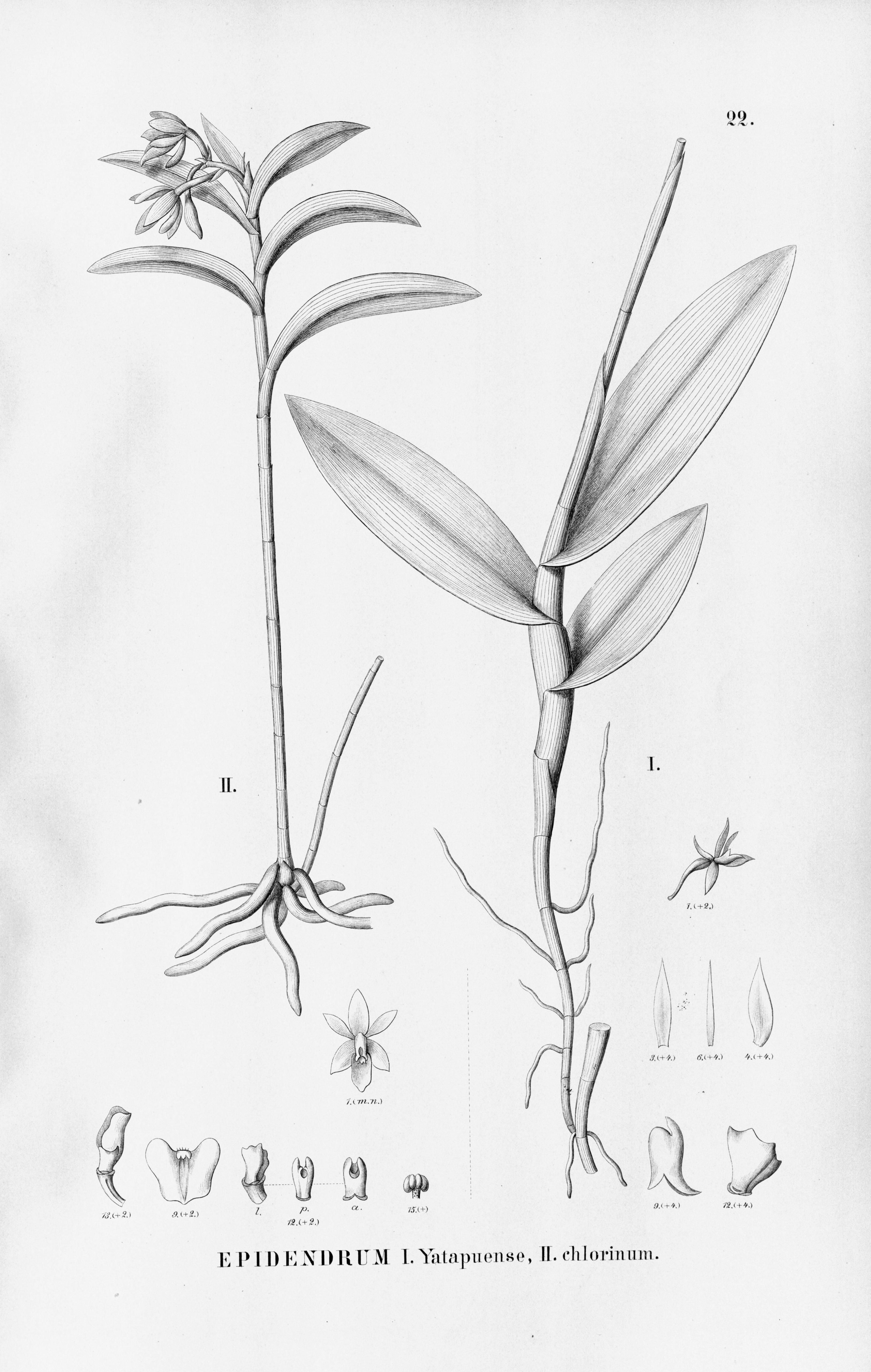
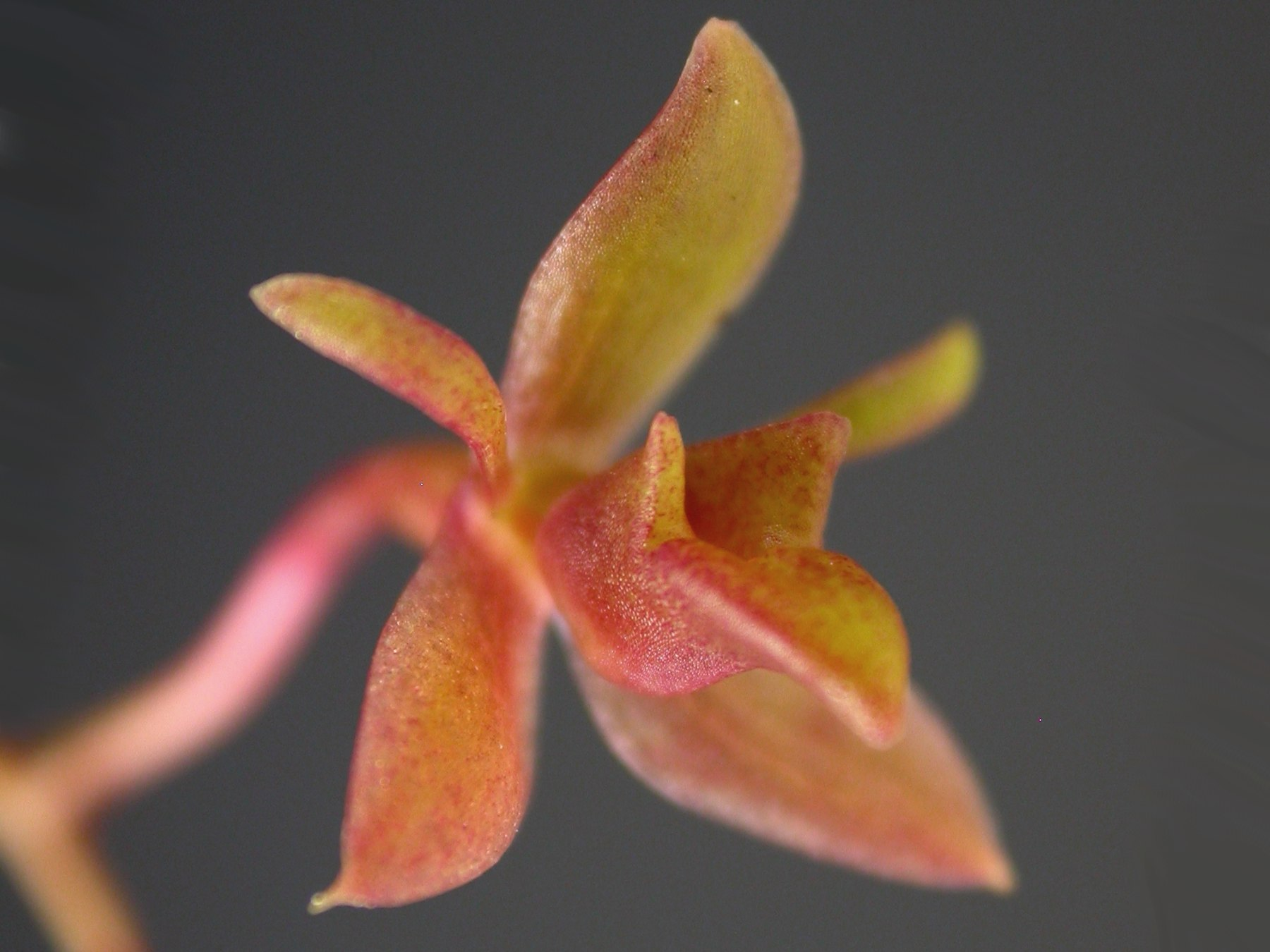